# Mohammed Aboulshamat
Mohammed Aboulshamat (Yeda, 11 de agosto de 2002) es un futbolista saudita que juega en la demarcación de centrocampista para el Al-Qadisiyah FC de la Liga Profesional Saudí.

## Selección nacional
Tras jugar en varias categorías inferiores de la selección, finalmente hizo su debut con la selección de fútbol de Arabia Saudita en un partido de la Copa de Naciones del Golfo de 2023 contra Yemen que finalizó con un resultado de 0-2 a favor del combinado saudita tras un gol de Musab Al-Juwayr y otro del propio Sumayhan Al-Nabit.

## Clubes
| Club            | País           | Año   | Partidos | Goles |
| --------------- | -------------- | ----- | -------- | ----- |
| Al-Qadisiyah FC | Arabia Saudita | 2020- | 59       | 1     |